# Clemens Birnbaum
Clemens Birnbaum (* 9. April 1963 in Hanau) ist ein deutscher Musikwissenschaftler und Kulturmanager.

## Leben
Birnbaum studierte Musikwissenschaften in Köln und Berlin und war während seines Studiums journalistisch tätig. Von 1993 bis 1996 ging er als Musikdramaturg an das Stadttheater Gießen. Anschließend wirkte er als Projektmanager für die Akademie für Alte Musik Berlin.
Zwischen 1997 und 2000 arbeitete er als freier Dramaturg und Autor u. a. für die Dresdner Musikfestspiele, die Musikfestspiele Potsdam Sanssouci, die Ludwigsburger Schlossfestspiele, das Bachfest Berlin und das Theater Potsdam. Danach wechselte er als Chefdramaturg und stellvertretender Intendant zu den Dresdner Musikfestspielen, an deren Programmkonzeption er für die Jahre 2001 und 2002 wesentlich beteiligt war.
Im Jahr 2002 wurde er geschäftsführender Direktor und später Intendant des Kurt Weill Festes in Dessau, wo er für die Jahrgänge von 2003 bis 2010 inhaltlich verantwortlich zeichnete. Er führte einen jährlich wechselnden Programmschwerpunkt ein. Darüber hinaus gab ein Artist-in-Residence (darunter Christine Schäfer, Salome Kammer, HK Gruber, Nils Landgren und Helmut Oehring) dem jeweiligen Jahrgang ein eigenständiges Profil. Außerdem war Birnbaum in seiner Dessauer Zeit Direktor des Kurt-Weill-Zentrums im Meisterhaus Feininger, das als Kultureller Gedächtnisort mit nationaler Bedeutung im Blaubuch der Bundesregierung aufgenommen wurde.
Vom 1. August 2009 bis September 2024 war Birnbaum Direktor der Stiftung Händel-Haus und Intendant der Händel-Festspiele Halle (Saale). Anlässlich des 300. Geburtstages von Wilhelm Friedemann Bach wurde im Juni 2010 im Rahmen der Händel-Festspiele im teilrenovierten Wilhelm-Friedemann-Bach-Haus in Halle (Saale) eine neue Dauerausstellung über die Musikstadt Halle eröffnet. Die Ausstellung musste bis zur vollständigen Fertigstellung des Gebäudes wieder geschlossen werden. Im Juni 2012 wurde die Ausstellung mit zwei neu gestalteten Räumen zum Thema „Hausmusik in Halle“ (darunter eine historische Bohlenstube) dauerhaft eröffnet.
Mit dem israelischen Musiker Yair Dalal sowie dem Dirigenten und Geiger Werner Ehrhardt entwickelte Birnbaum das Konzept des interreligiösen Projekts „Israel in Egypt – Von der Sklaverei zur Freiheit“, das zu den Händel-Festspielen 2011 uraufgeführt wurde und danach u. a. in Jerusalem (Israel Festival) und bei Bayer Kultur in Leverkusen zu erleben war.
Birnbaum war 2007 und 2008 Jurymitglied für Stipendien im Bereich Musik des Künstlerhauses Lukas in Ahrenshoop. Außerdem ist er derzeit Mitglied des Vorstandes der Mitteldeutschen Barockmusik e.V. und der Georg-Friedrich-Händel-Gesellschaft e.V.